# Mosquito (instrumento cirúrgico)
O mosquito é um instrumento cirúrgico específico para cirurgias cardiovasculares. O aparelho foi desenvolvido pelo inglês Peter Stonebridge. O mosquito é um motor que proporciona mais firmeza para a agulha cirúrgica. Ele pode substituir as agulhas grossas, que causam danos em vasos prejudicados. O novo aparelho deve ser usado para retirar tecidos calcificados nos vasos sanguíneos. O novo aparelho usa agulhas menores, fazendo com que elas não danifiquem mais ainda vasos sanguíneos já danificados.